# Mel (Italie)
Pour les articles homonymes, voir Mel.
Mel a été une commune de la province de Belluno en Vénétie (Italie). Elle a fusionné le 30 janvier 2019 avec les municipalités de Trichiana et Lentiai pour former Borgo Valbelluna.

## Culture

### Monuments
- Castello di Zumelle

À quelques kilomètres du centre ville, à côté du hameau Villa di Villa, le château de Zumelle est construit sur un éperon rocheux et domine la vallée. Ses racines remontent à l'empire romain. Le site est propice pour surveiller la Via Claudia Augusta. Les premières traces de Zumelle datent de  46-47 apr. J.-C. Il y avait un donjon qui servait aux communications et quelques systèmes de défense tout autour comme un fossé et des fortifications. Quand au IIe siècle, les barbares réussissent à franchir les frontières romaines sur le Danube, la défense de la région comprise entre Belluno, Feltre et Vittorio Veneto devient fondamentale pour empêcher la pénétration dans la péninsule. Le château de Zumelle acquiert alors une grande importance, à mi-chemin entre les trois cités.
- Palazzo delle Contesse
- Palazzo Guarnieri

### Manifestations
- Festival choral de musique en juillet au parc du Palazzo Guarnieri

## Administration
| Période                                  | Période  | Identité     | Étiquette | Qualité |
| ---------------------------------------- | -------- | ------------ | --------- | ------- |
| 14 juin 2004                             | En cours | Stefano Cesa |           |         |
| Les données manquantes sont à compléter. |          |              |           |         |

### Hameaux
Villa di Villa ; Carve ; Pellegai ; Tiago ; Samprogno ; Zottier ; Nave ; Tallandino ; Marcador ; Farra ; Col ; Pagogna ; Follo ; San Pietro ; Bardies ; Gus ; Cordellon ; Vanie.

### Évolution démographique
Habitants recensés

### Personnalités liées à la commune
- Angelo Pellegrino Sbardellotto (1907-1932), anarchiste, né à Villa di Villa